# Chiesa di San Giovanni Battista (Agna)
La chiesa di San Giovanni Battista è la parrocchiale di Agna, in provincia e diocesi di Padova; fa parte del vicariato del Conselvano.

## Storia
La prima citazione di una chiesa ad Agna risale al 954. Dalla decima papale del 1297 si viene a sapere che ad Agna sorgeva una pieve dedicata a san Giovanni Battista; sottoposte a questa pieve erano le chiese di San Siro e di Borgoforte. L'attuale parrocchiale fu costruita tra il 1770 ed il 1823 in stile neoclassico ad un'unica navata.

## Descrizione

### Esterno
La facciata della chiesa di San Giovanni Battista è tripartito da semicolonne in stile corinzio. Al centro della stessa è situata una finestra circolare murata sulla quale è riportata la seguente iscrizione:
IN HONOREM
S. IOANNIS BAPTISTAE
PRAECURSORIS DOMINI»

### Interno

#### Opere della chiesa
L'interno presenta alle pareti affreschi del pittore veronese Carlo Donati che nei tardi anni venti ha riprodotto immagini sacre di santi ed angeli nello stile a lui più vicino, l'Art Nouveau. Tra le opere più pregevoli si annoverano le due statue settecentesche in marmo bianco dei santi Pietro e Paolo poste ai lati dell'altare maggiore, riconoscibili dai classici attributi iconografici, le chiavi del paradiso per il primo e la spada del suo martirio per il secondo, attribuite allo scultore padovano Antonio Bonazza.

## Galleria d'immagini

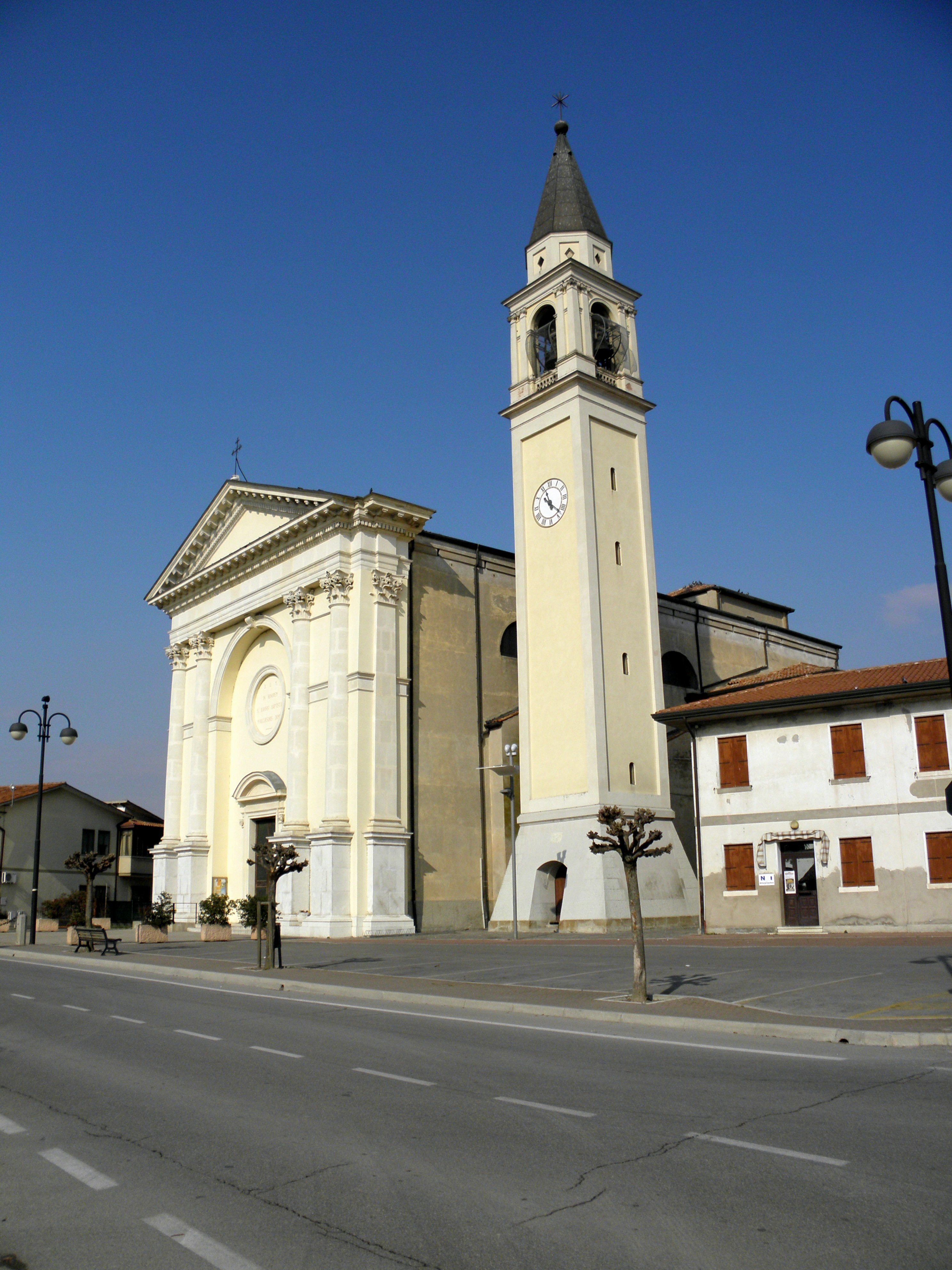
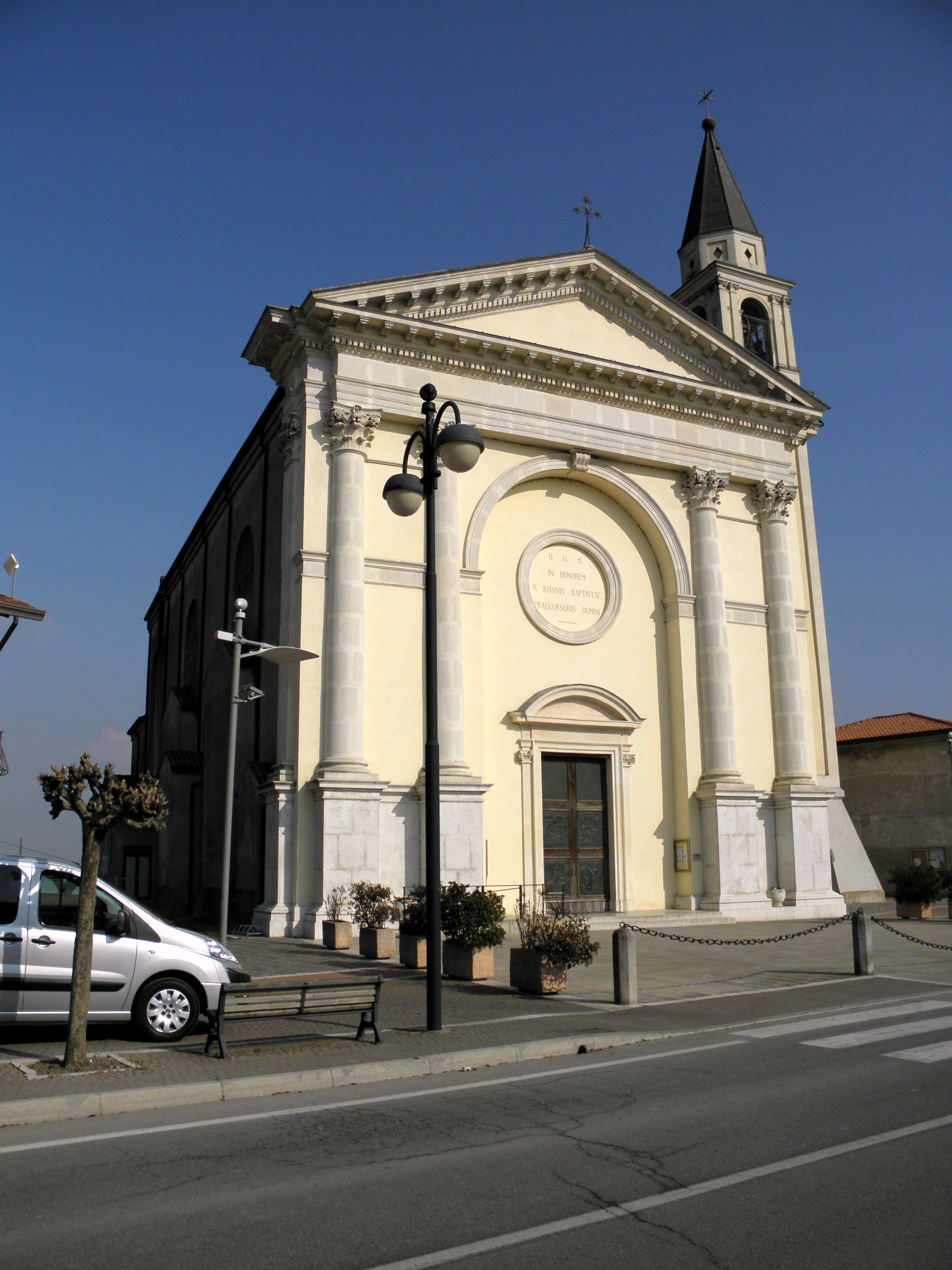
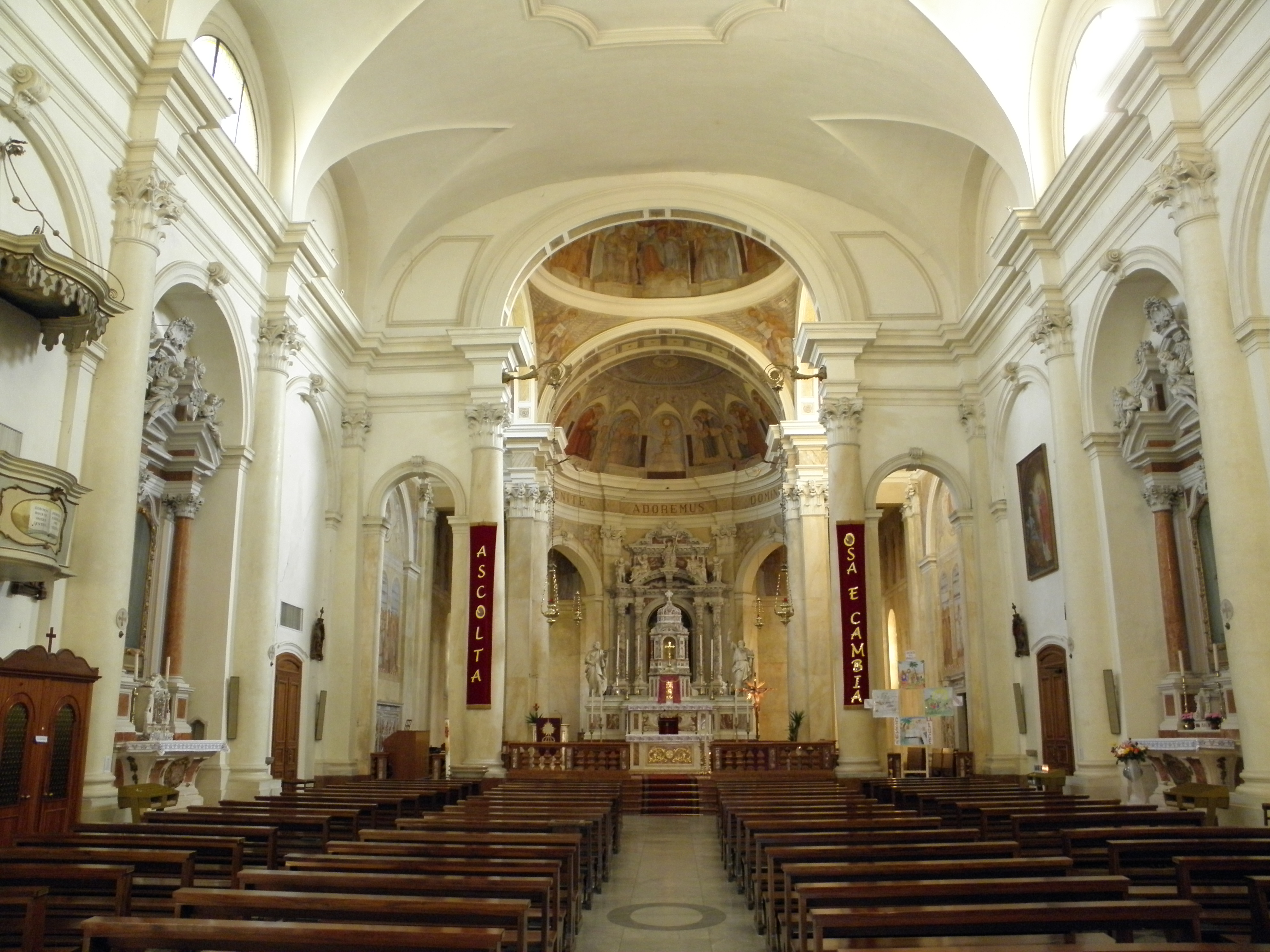
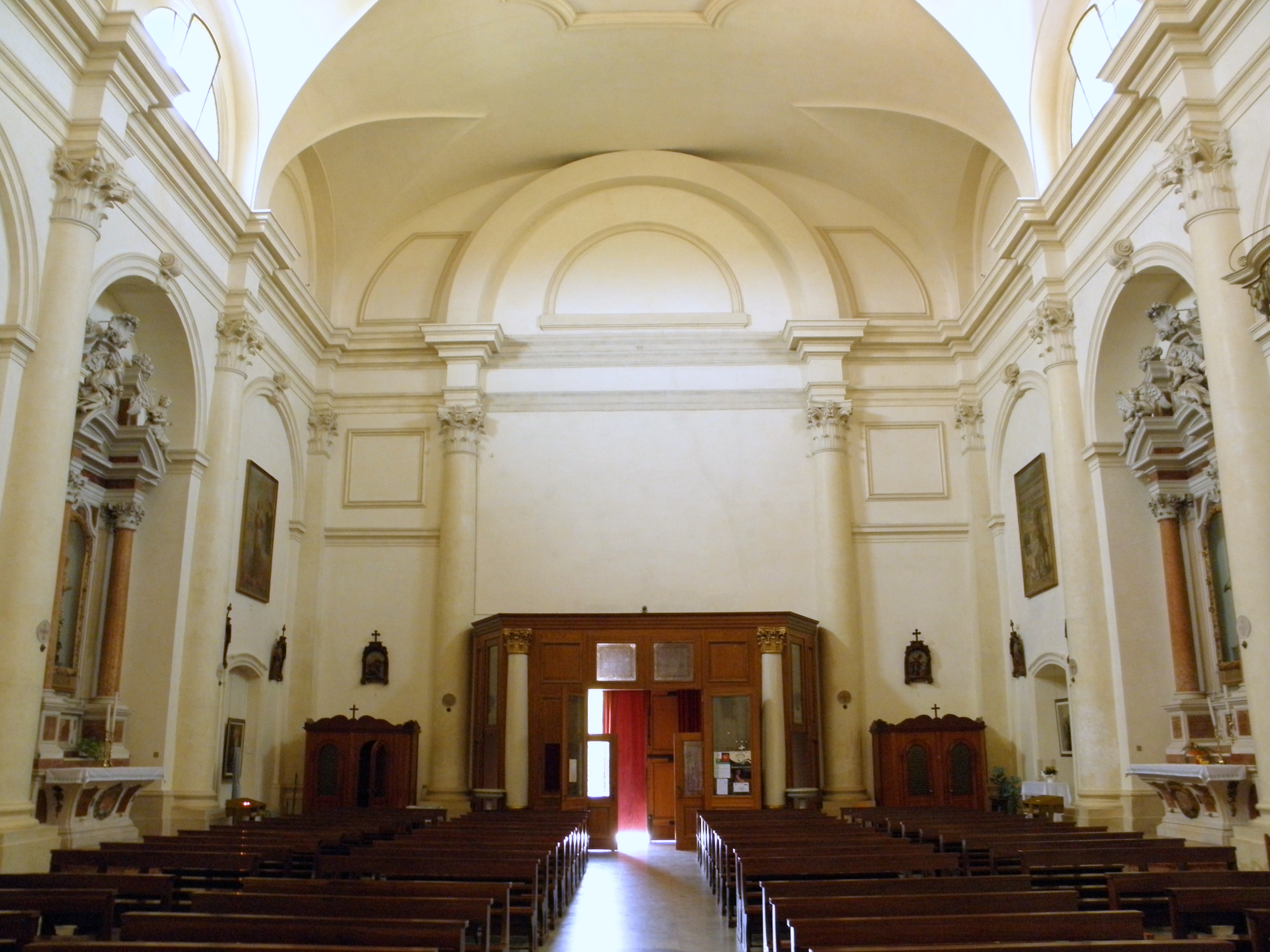